# 岩倉義男
岩倉 義男（いわくら よしお、1914年3月 - 2002年7月8日）は日本の高分子化学者。工学博士。
東京工業大学教授、東京大学教授などを歴任。ジイソシアナートとグリコールとの重付加反応によってポルランと名付けたポリウレタンの合成に成功。反応性高分子および耐熱性高分子などの分野で多くの業績を上げた。

## 略歴
- 1931年 旧制前橋中学校（現群馬県立前橋高等学校）卒業[2]。
- 1934年 桐生高等工業学校卒業後、民間に就職
- 1939年 東京工業大学染料化学科卒業、同助手
- 1948年 東京工業大学助教授
- 1955年 東京工業大学資源化学研究所教授
- 1962年 東京大学工学部合成化学科教授
- 1974年 成蹊大学工学部教授、工学部長
- 2002年7月8日 急性硬膜下血腫のため死去[1]

## 受賞
- 1968年 日本化学会賞
- 1987年 勲三等旭日中綬章

## 役職
- 1973年 日本化学会副会長
- 1973年 有機合成化学協会会長
- 1974年 高分子学会会長